# Karl Simrock
Karl Joseph Simrock (Bonn, 28 agosto 1802 – Bonn, 18 luglio 1876) è stato un poeta e scrittore tedesco.

## Biografia
Era nato a Bonn, dove suo padre era un editore musicale. Studiò diritto all'Università di Bonn e alla Humboldt-Universität di Berlino. Nel 1823 entrò nell'amministrazione civile prussiana, dalla quale fu però espulso nel 1830 per aver scritto una poesia in lode della Rivoluzione di luglio scoppiata quell'anno in Francia. In seguito divenne lettore all'Università di Bonn, dove nel 1850 fu nominato professore di letteratura in antico tedesco, e dove visse fino alla morte.

## Attività letteraria

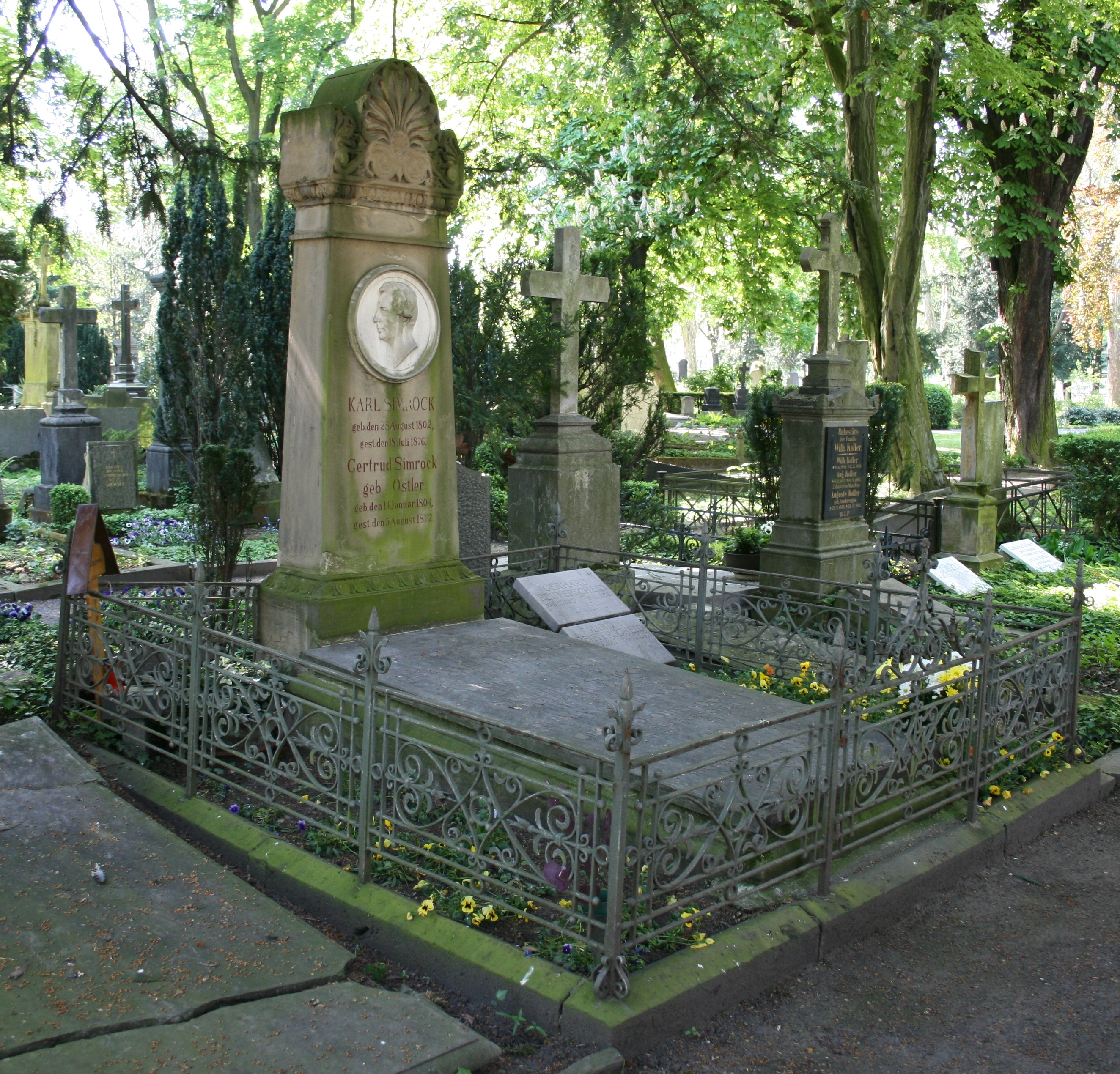
La tomba di Karl Simrock vecchio cimitero di Bonn

Simrock si guadagnò una reputazione grazie al suo eccellente adattamento moderno del Nibelungenlied (1827), e delle poesie di Walther von der Vogelweide (1833). Tra le altre opere riscritte in tedesco moderno vi fu Arme Heinrich di Hartmann von Aue (1830), Parzival e Titurel di Wolfram von Eschenbach (1842), Tristan di Gottfried von Straßburg (1855) e Heldenbuch (1843-1849), a cui egli aggiunse delle poesie indipendenti. Prima della pubblicazione di questi lavori aveva già mostrato un'attitudine poetica originale in Wieland der Schmied (1835); e nel 1844 pubblicò un volume di Gedichte contenente molte belle liriche, romanze e ballate. Nel 1850 apparve Lauda Sion, e nel 1857 la Deutsche Sionsharfe, raccolta di poesia sacra in antico tedesco.
Delle sue pubblicazioni le più conosciute e i valore furono le Deutschen Volksbücher, delle quali 55 furono date alle stampe dal 1839 al 1867. Il suo più importante contributo scientifico fu l'Handbuch der deutschen Mythologie (1853-1855). In un primo stadio della sua carriera, Simrock guadagnò un'alta considerazione tra gli studiosi di Shakespeare per il suo Quellen des Shakespeare in Novellen, Märchen und Sagen (1831); in seguito tradusse le poesie di Shakespeare e un considerevole numero di suoi drammi.
Il gran numero di edizioni che le sue traduzioni dal Alto tedesco medio hanno conosciuto (più di 40 quelle del Nibelungenlied) sono a testimonianza della sua popolarità. 
Un'edizione dei suoi Ausgewählte Werke, in 12 volumi, è stata curata nel 1907 da Gotthold Klee.

### Opere

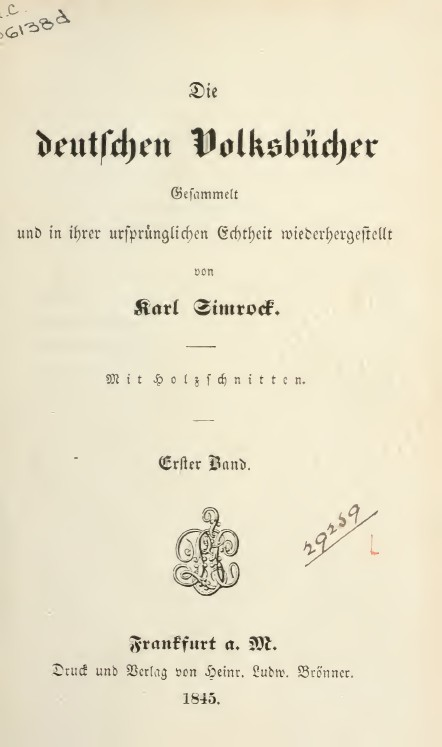
Die Deutschen Volksbücher (1845)

- 1827 Das Nibelungenlied (Übersetzung)
- 1830 Der arme Heinrich von Hartmann von Aue (Übersetzung)
- 1833 Gedichte von Walther von der Vogelweide (Übersetzung)
- 1835 Wieland der Schmied (Versepos)
- 1836 Rheinsagen
- 1839-43 Die deutschen Volksbücher
- 1842 Parzival und Titurel von Wolfram von Eschenbach (Übersetzung)
- 1843-49 Das Heldenbuch (Übersetzung)
- 1844 Gedichte
- 1846 Die deutschen Sprichwörter
- 1848 Kerlingisches Heldenbuch
- 1851 Die deutschen Volkslieder
- 1851 Die Edda (Übersetzung)
- 1853 Bertha die Spinnerin
- 1855 Handbuch der deutschen Mythologie
- 1855 Tristan und Isolde von Gottfried von Straßburg (Übersetzung)
- 1855 Legenden
- 1856 Heliand (altsächsische Evangelienharmonie) (Übersetzung)
- 1857 Lieder der Minnesinger (Übersetzung)
- 1859 Beowulf (Übersetzung)
- 1863 Gedichte
- 1869 Bäckerjungensage
- 1870 Deutsche Kriegslieder
- 1872 Dichtungen